# Soleb
Soleb fou una ciutat de Núbia a mig camí entre Dongola i Semna, a la riba oest del Nil.
Amenhotep III hi va construir un temple, que va dirigir Amenhotep fill d'Hapu, el temple mortuori del qual és a la zona de necròpolis de Luxor. Fou dedicat a Amon i a Nebmatre senyor de Núbia que fou una representació del mateix faraó. Al temple conservat encara hi ha escenes gravades del festival de Seth d'Amenhotep III.